# Anthophora eugeniae
Anthophora eugeniae är en biart som beskrevs av Gussakovsky 1935. Anthophora eugeniae ingår i släktet pälsbin, och familjen långtungebin. Inga underarter finns listade i Catalogue of Life.